# 水崎格

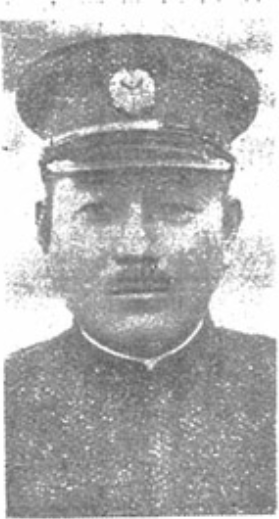
水崎格

水崎 格（みずさき いたる、1890年（明治23年）5月8日 - 1969年（昭和44年））は、大正から昭和時代前期の台湾総督府官僚。新竹市長。旧姓は高木。

## 経歴・人物
長野県松本市に生まれる。本籍は新潟県高田市。早稲田中学校を経て、1912年（明治45年）5月、陸軍経理学校を卒業する。同年7月、陸軍主計候補生となり、同12月、歩兵第55連隊に入隊、1912年（大正元年）12月、陸軍三等主計に任ぜられ、1915年（大正4年）予備役に編入した。
1920年（大正9年）4月、第9師団留守経理部勤務、浦塩派遣軍倉庫勤務を経て、1923年（大正12年）台湾総督府財務局主計課勤務に転じる。台北州郡属、府属を経て、1936年（昭和11年）12月、地方理事官に進み、高雄州恒春郡守に就任。ついで1939年（昭和14年）1月、台北州新荘郡守に転じ、1942年（昭和17年）8月、新竹州苗栗郡守に就任した。のち、新竹市長を務めた。